# Curva de la Herradura

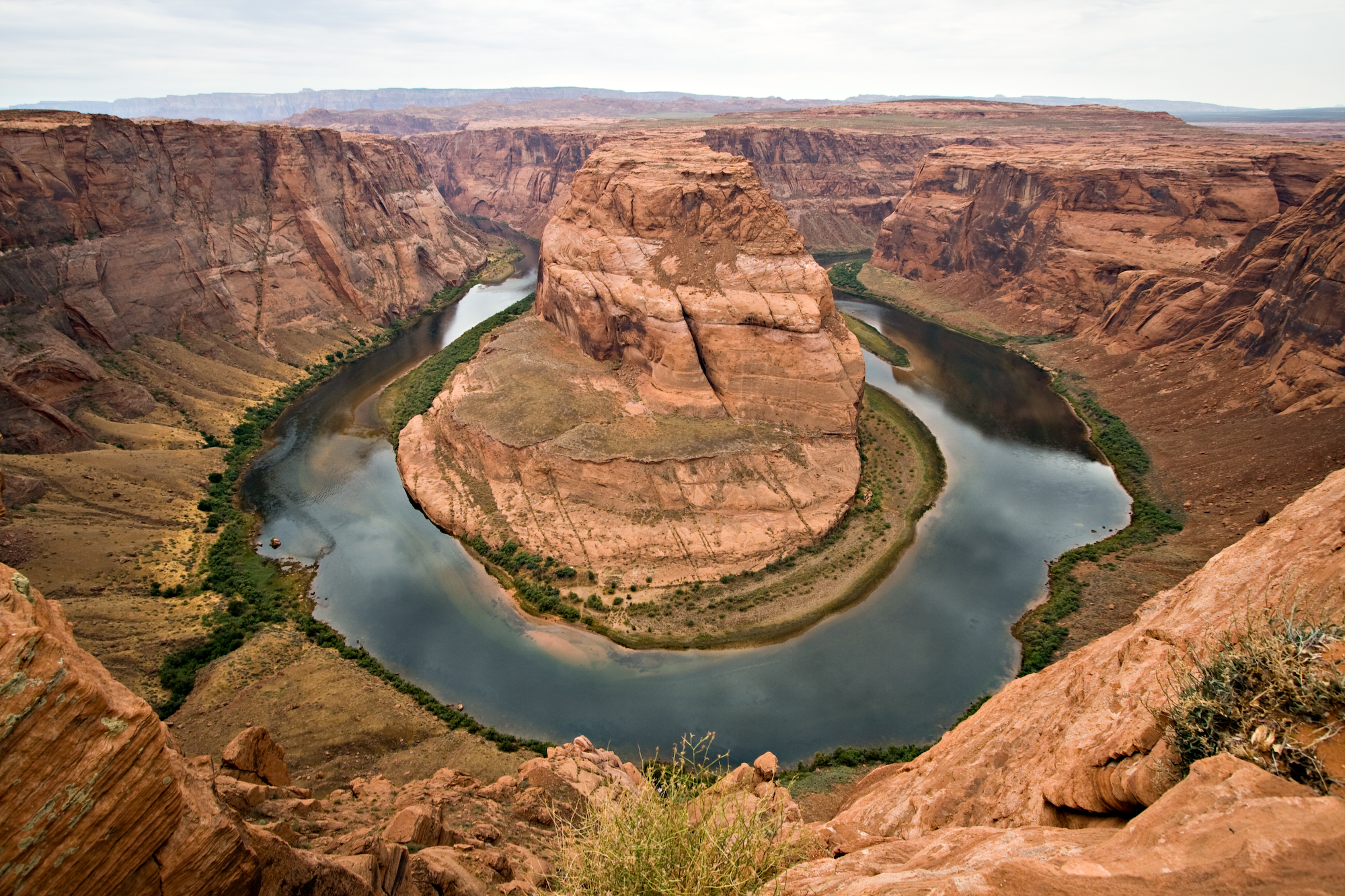
Curva de la Herradura.

La Curva de la Herradura es el nombre del meandro en forma de herradura del río Colorado situado cerca de la ciudad de Page, Arizona, en los Estados Unidos. Está situada río abajo de la presa del Cañón de Glen y del lago Powell situado en la Glen Canyon National Recreation Area, a 6 km de Page.